# Something Old, Something New, Something Borrowed and Some Blues
Something Old, Something New, Something Borrowed and Some Blues is een livealbum van de Amerikaanse singer-songwriter Dan Fogelberg, De opnamen zijn van concerten die Fogelberg gaf in 1993 tot en met 1995. Fogelberg zong meestal country-achtige liedjes, maar maakt met dit album soms een uitstapje naar de blues.

## Composities
Allen door Fogelberg, behalve waar aangegeven
- track 1: Magic Every Moment
  - opgenomen in Los Angeles
    - Fogelberg – zang, gitaar
    - Timothy B. Schmit – basgitaar, agz
    - Robert McEntree – gitaar, agz
    - Joe Vitale – slagwerk
    - Alan Fitzgerald – toetsinstrumenten
- track 2: Songbird (Yesse Colin Young)
  - opgenomen in Tucson 1995
    - Fogelberg – zang, gitaar
    - Marc Rosso – saxofoon
    - Robert McEntree – gitaar
    - Mike Hanna – piano
    - Mark Andes - basgitaar
    - Mike Botts – slagwerk
- Track 3: The Innocent Age
  - Opgenomen in Chicago 1993
    - Fogelberg, Schmitt, McEntree en Vitale
- track 4: As The Raven Flies
  - Opgenomen in Fort Worth 1995
    - zie track 2
- Track 5: Hard to Say
  - opgenomen in San Antonio 1995
    - Zie track 2
- Track 6: Make Love Stay
  - Opagenomen in Fort Worth 1995
    - zie track 2
- Track 7: Changing Horses
  - opgenomen in Chicago 1993
    - zie track 3
- Track 8: Looking for a Lady
  - opgenomen in Chicago 1993
    - zie track 3
- Track 9: You better Think twice (Jim Messina)
  - opgenomen in Chicago 1993
    - zie track 3
- Track 10: Don’t Let The Sun Go Down
  - opgenomen in Knoxville 1994
    - zie track 1
- Track 11: Statesboro Blues (William McTell)
  - opgenomen in Kansas City 1992
    - Fogelberg, zang, gitaar
    - Mike Botts – slagwerk
    - Vince Melamed – orgel
    - Robert McEntree – gitaar
    - Louis Cortelezzi – saxofoon
    - Jim Photoglo – basgitaar
- Track 12: Blow Wind Blow (McKinley Morgenfield)
  - opgenomen in Knoxville 1994
    - zie track 1
- Track 13: She Don’t Look Back
  - opgenomen in San Antonio 1995
    - zie track 2
- Track 14: Here Comes The Sun (George Harrison)
  - opgenomen in Atlanta 1993
    - zie track 1 zonder Fitzgerald